# Tadley
Tadley è una cittadina di 11.651 abitanti della contea dell'Hampshire, in Inghilterra.